# Démographie du Kenya
Cet article contient des statistiques sur la démographie du Kenya.

## Caractéristiques

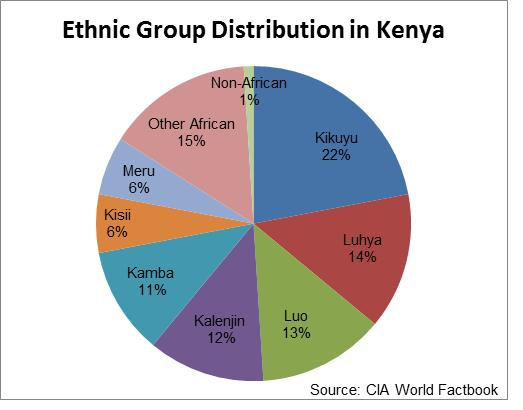
Répartition (The World Factbook, 2014)

Le Kenya compte 70 groupes tribaux issus de trois ethnies différentes. Le groupe ethnique le plus important est d'origine bantoue (Kikuyus, Luhyas, Merus, Embus). Presque à parts égales, le groupe d'origine nilotique (Masaïs, Luos, Kalenjins, Samburus, Pokots, Turkanas). Vient ensuite le groupe d'origine couchitique (Ormas, Somalis, Boranas).
Certains groupes, bien que considérés d'origine bantoue, ont une culture mixte (Kambas, tribus de la côte comme les Taitas, Giryamas, Swahilis).
I
Le pays compte aussi des minorités indiennes et européennes issues de la colonisation (les premiers ayant été enrôlés par les seconds).
Il doit aussi faire face à l'exode de populations victimes des conflits en Somalie ou de la  guerre civile au Soudan.
En 2007, le pays compte 40% de population vivant en milieu urbain

## Évolution de la population

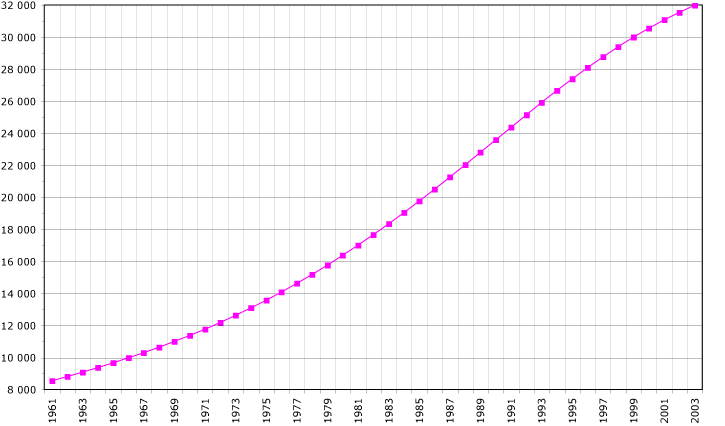
Évolution démographique

## Natalité
En 2021, le taux de fécondité au Kenya s'élève à 3,36 enfants par femme.
|               | 2003 | 2009 | 2014 |
| ------------- | ---- | ---- | ---- |
| Milieu urbain | 3,3  | 2,9  | 3,1  |
| Milieu rural  | 5,4  | 5,2  | 4,5  |
| Total         | 4,9  | 4,6  | 3,9  |

## Camps de réfugiés
Le Kenya héberge, sur son territoire, divers camps de réfugiés, dont deux sont particulièrement actifs :
- Dadaab, accueillant principalement des Somaliens
- Liboi (en), accueillant principalement des Somaliens
- Kakuma, accueillant principalement des Sud-Soudanais[16],[17],[18],[19], des Éthiopiens, des Érythréens, des Burundais, des Rwandais, des Ougandais, des Congolais...
- (en) Analyse du HCR concernant le Soudan du Sud et les Sud-Soudanais réfugiés[20]